# Euxoa rasilis
Euxoa rasilis là một loài bướm đêm trong họ Noctuidae.